# تودا اوجیکانه

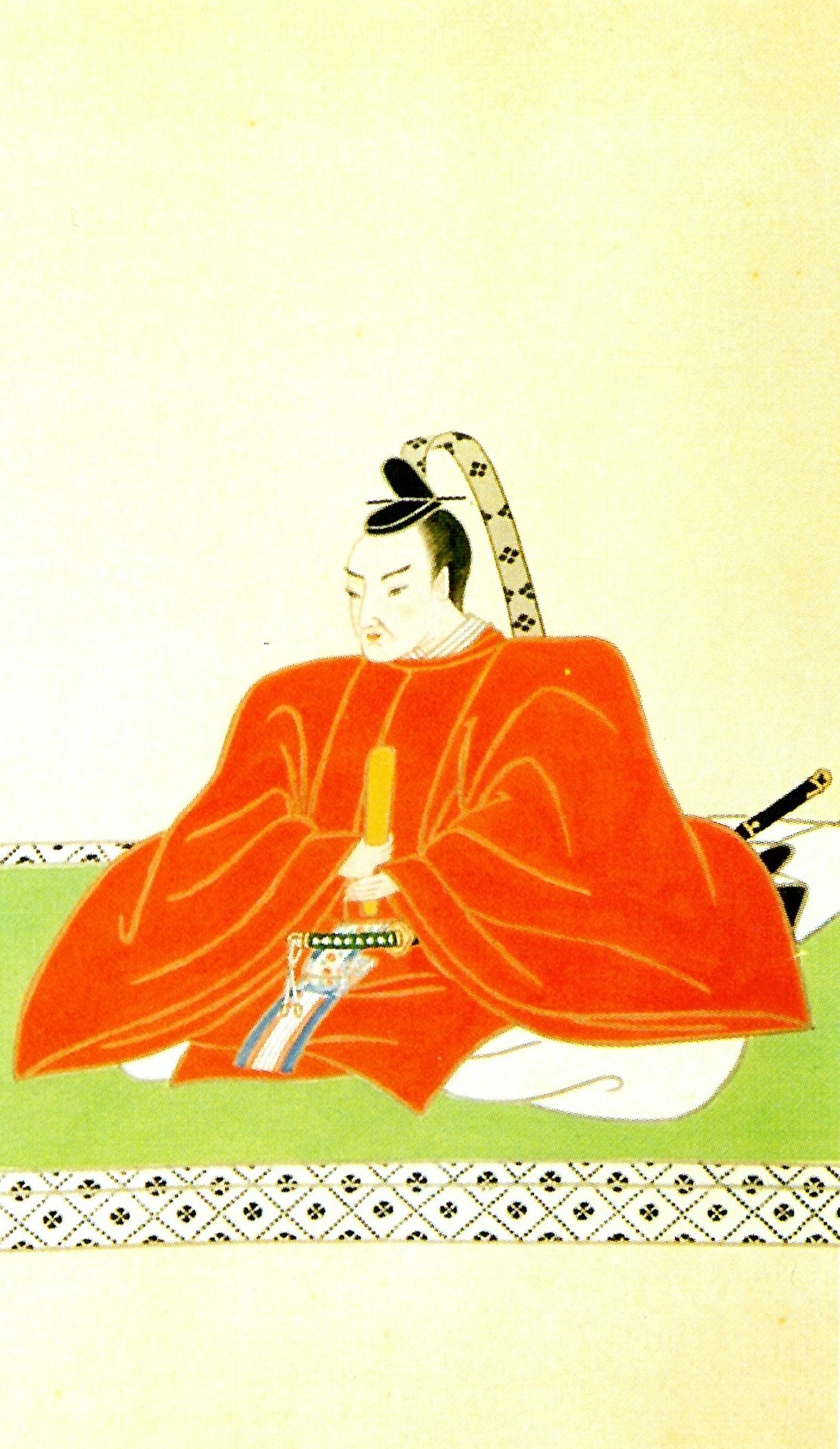
تودا اوجیکانه، دایمیو و معاون فرمانده نیروهای شوگون‌سالاری توکوگاوا

تودا اوجیکانه (به ژاپنی: 戸田 氏鉄 Toda Ujikane) (۱۵۷۶ – ۲۱ مارس، ۱۶۵۵) یک دایمیو در دوره آزوچی-مومویاما و دوره ادو بود. او معاون فرمانده نیروهای شوگون‌سالاری توکوگاوا در طول شورش شیمابارا در (۱۶۳۷–۱۶۳۸) بود.